# Marco Marini
Marco Marini (Brescia, 1542 – Brescia, 20 maggio 1594) è stato un ebraista italiano.

## Biografia
Giovanissimo entrò nella Congregazione del SS. Salvatore. Conobbe bene l'aramaico, l'arabo e il greco, ma approfondì soprattutto lo studio della lingua ebraica. Fu per un decennio interprete della Repubblica di Venezia, specie per le lettere che provenivano alla Serenissima dalla Turchia, dall'Egitto e dalla Persia. Il papa Gregorio XIII lo chiamò da Venezia a Roma e gli affidò la censura delle opere redatte dagli ebrei; e gli offrì anche alcuni vescovati, che Marini rifiutò.

## Opere
- Grammatica Linguae Sanctae, Basilea 1580;
- Arca Noe Thesaurus Linguae Sanctae novus, Venezia 1593;
- Adnotat. literales in Psalmos nova versione ab ipsomet illustratos; Bologna 1748-50.